# 陈大悲
陈大悲（1887年6月15日—1944年8月12日），别名陈听奕（陈听彝），清末民初的剧作家和戏剧理论家。在戏剧理论著作《爱美的戏剧》中，提出了“爱美（Amateur）的戏剧”这一“不受资本家操纵，不受座资的支配”的非职业化戏剧运动。

## 生涯
陈大悲年出生于一个富裕的官僚家庭，祖父是大清的官员。1890年，陈大悲的父亲出任上海县长，他与母亲顾氏一起留在苏州。在这其间，顾氏教会了陈大悲英语。
1896年，母子二人移居上海，与父亲团聚。陈大悲在上海的新式学堂完成了中学教育，并阅读了大量文学作品。1908年，他考入东吴大学文学系，重新移居苏州。在大学期间，他开始对新兴的文明戏产生兴趣。他当时也创作了一些白话文小说，但这些1912年前的创作并没有被韩日新编纂的《陈大悲研究资料》所记录，具体内容不明。文学评论家华斯比认为，陈大悲很可能在大学期间以“南风亭长”为笔名创作了中国最早的白话文侦探小说《中国侦探罗师福》。
1911年，因为戏剧演出活动被家人反对，陈大悲与父母断绝关系，回到了上海，加入了文明戏班进化团，成为春柳社的重要成员。春柳社解散后，陈大悲来大北京，开始在报纸上撰文提倡“爱美剧”这一概念。
1921年，陈大悲在北京同沈雁冰、欧阳予倩等十三人组建了民众戏剧社，创办了五四运动后最早的戏剧刊物《戏剧》。同年年底，陈大悲组织了北京实验戏剧社，开始提出“爱美的戏剧”这一口号，推崇非职业化的戏剧演出。
1922年，陈大悲与与蒲伯英共同创办了北京人艺戏剧专门学校，并亲自出任教务长。1928年，陈大悲在南京国民政府外交部亚洲司任职。1935年，陈大悲出任任上海剧院乐剧研究所副所长，次年他在南京创办了新华剧社。1940年，陈大悲开始在汪精卫政权的外交部任职。
陈大悲是中国话剧的先驱者之一，不但创作了大量剧作，也为中国戏剧的理论发展和教育传承做出了很大的贡献。

## 陈大悲与南风亭长
虽然记录显示陈大悲在大学期间进行了白话文小说创作，但1912年前所创作的小说却很难查到。文学评论家华斯比在对比研究了陈大悲与一位清代化名作家南风亭长的生涯后，推测两者极有可能是同一人。
南风亭长在1909年8月16日至1910年1月16日之间，于上海环球社的《图画日报》创刊号上连载了白话文侦探小说《中国侦探罗师福》。这部未完成的作品是中国年代最早、篇幅最长的白话文侦探小说，具有很高的历史价值。如果这一结论属实，那么陈大悲在大学期间的作品，除了这部《中国侦探罗师福》外，还有文言文侦探小说《玫瑰贼》（1908），以及短篇小说《官公司》（1909）、《西中先生传》（1909）和《遗传毒》（1910）。

## 著作列表
- 戏剧理论
  - 《爱美的戏剧》
  - 《戏剧ABC》
  - 《表演术》

- 话剧剧本
  - 《英雄与美人》
  - 《双解放》
  - 《说不出》
  - 《王裁缝的双十节》
  - 《平民的恩人》
  - 《维持风化》
  - 《浪子回头》
  - 《良心》
  - 《爱国贼》
  - 《忠孝家庭》
  - 《虎去狼来》
  - 《父亲的儿子》
  - 《幽兰女士》
  - 《西施》

- 电影剧本
  - 《到上海去》
  - 《王熙凤大闹宁国府》
  - 《红花瓶》
  - 《关云长忠义千秋》
  - 《西施》
  - 《潘巧云》

- 小说
  - 《红花瓶》
  - 《人之初》